# 1103年
| 千纪： | 2千纪 |
| 世纪： | 11世纪 \| 12世纪 \| 13世纪                                                                                   |
| 年代： | 1070年代 \| 1080年代 \| 1090年代 \| 1100年代 \| 1110年代 \| 1120年代 \| 1130年代                             |
| 年份： | 1098年 \| 1099年 \| 1100年 \| 1101年 \| 1102年 \| 1103年 \| 1104年 \| 1105年 \| 1106年 \| 1107年 \| 1108年   |
| 纪年： | 癸未年（羊年）；辽统三年；北宋崇宁二年；西夏貞觀三年；大理明开七年，天政元年；越南龍符元化三年；日本康和五年 |

## 大事记
- 蔡京重啟開邊事宜，王厚、高永年再次攻取湟州。
- 宋徽宗讓《營造法式》成為官刊文獻，頒發施行。

## 出生
- 岳飛 -3月24日